# Richard Bremer
Richard Gerhard Bremer (* 8. Januar 1900 in Oldenburg; † 1. Oktober 1971 in Baden-Baden) war ein deutscher Agrar-Journalist.

## Leben
Richard Bremer wurde 1900 in Oldenburg geboren. Nach seiner Schulzeit nahm er noch die letzten Kriegsmonate am Ersten Weltkrieg als Soldat beim Oldenburgischen Hausregiment teil, bevor er Ende 1918 nach Göttingen ging, um Germanistik, Geschichte und Zeitungswissenschaften zu studieren. Dort wurde er 1918 bei der Burschenschaft Holzminda aktiv. Nach Promotion in Erlangen bei Robert Gradmann wurde er einige Jahre Werbeleiter beim Edeka-Verband, bevor er als Hauptschriftleiter zu den Dresdner Nachrichten wechselte. Nach Ende des Zweiten Weltkrieges ging er mit seiner Frau und seinen fünf Kindern nach Uelzen, wo er bald als Chefredakteur die Schriftleitung der Allgemeinen Zeitung übernahm. In dieser Zeitung schrieb er unter dem Pseudonym Heini Osimal.
Von dort wurde er zum Leiter der Pressestelle des Deutschen Bauernverbandes berufen, wo er bis zu seiner Pensionierung 1966 blieb. Jahrelang war er eine führende Persönlichkeit unter den Agrarjournalisten. Nach seinem Ausscheiden beim Deutschen Bauernverband publizierte er als ständiger Mitarbeiter bei agrarwissenschaftlichen Fachzeitschriften.
Seine glänzenden Reiseberichte und Filme über Apulien und Kalabrien hat die italienische Regierung durch die Verleihung eines hohen Ordens gewürdigt.
Er starb 1971 während einer landwirtschaftlichen Tagung in Baden-Baden.

## Veröffentlichungen (Auswahl)
- Die ländlichen Siedlungstypen des Herzogtums Oldenburg. Dissertation Universität Erlangen 1923. Dresden 1933.
- Ritterkreuzträger Hauptmann Hans-Joachim Künzel. Dresden 1945.
- Ritterkreuzträger Oberleutnant Max Johne. Dresden 1945.
- Warum Volksbegehren in Oldenburg? Oldenburg 1949.
- Brands Helgen. Die Geschichte einer Werft zu ihrem hundertjährigen Bestehen aufgezeichnet. Uelzen 1950.
- Wörterbuch der Agrarpolitik. Hamburg, Berlin 1959. (als Bearbeiter)